# Wattala
Wattala (වත්තල in cingalese, வத்தளை in lingua tamil) è una città cingalese di oltre 170.000 abitanti situata a 9 km dal centro di Colombo. Fa parte del Distretto di Gampaha.